# Cabildo
Cabildo is een gemeente in de Chileense provincie Petorca in de regio Valparaíso. Cabildo telde 19.388 inwoners in 2017 en heeft een oppervlakte van 1455 km².

## Geboren
- Luis García Varas (9 februari 1996), voetballer